# Maria Chudnovsky

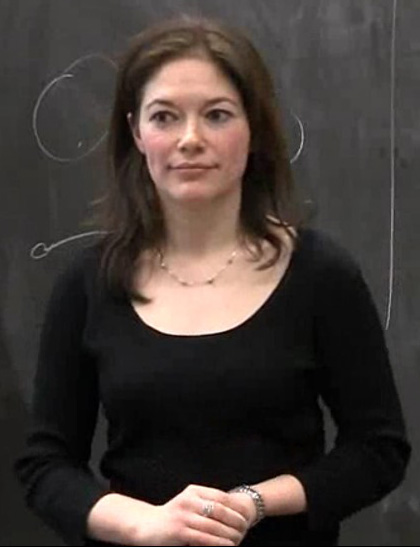
Maria Chudnovsky (2011)

Maria Chudnovsky (* 6. Januar 1977) ist eine israelische Mathematikerin, die sich mit Graphentheorie und kombinatorischer Optimierung beschäftigt.
Chudnovsky studierte ab 1994 am Technion in Haifa (Bachelor 1996 summa cum laude), machte dort 1999 ihren Master-Abschluss bei Ron Aharoni (und leistete gleichzeitig 1996 bis 1999 ihren Wehrdienst) und zusätzlich 2002 an der Princeton University, wo sie 2003 bei Paul Seymour promovierte (Berge Trigraphs and their applications). Danach war sie Assistant Professor in Princeton. 2003 bis 2005 war sie Veblen Research Instructor in Princeton und am Institute for Advanced Study. Zurzeit (2009) ist sie Associate Professorin an der Columbia University. 2003 bis 2008 war sie Clay Research Fellow.
Chudnovsky bewies mit Paul Seymour, Neil Robertson und Robin Thomas 2002 die seit 1960 offene starke Vermutung für Perfekte Graphen von Claude Berge.
2009 bewies sie mit Alexandra Ovetsky Fradkin eine schwache Version von Hadwigers Vermutung für klauenfreie Graphen.
Mit Seymour, Thomas und Robertson erhielt sie 2009 den Fulkerson-Preis. 2012 erhielt sie eine MacArthur Fellowship. 2014 war sie Eingeladene Sprecherin auf dem ICM in Seoul (Coloring graphs with forbidden induced subgraphs). 2022 wurde Chudnovsky zum auswärtigen Mitglied der Academia Europaea gewählt.

## Schriften (Auswahl)
- mit Robertson, Seymour, Thomas: The strong perfect graph theorem, Ann. of Math. (2) 164 (2006), no. 1, 51–229.
- mit Cornuéjols, Liu, Seymour, Vušković: Recognizing Berge graphs, Combinatorica 25 (2005), no. 2, 143–186.